# Helmuth von Pannwitz
Helmuth von Pannwitz (ur. 14 października 1898 w Bodzanowicach, zm. 16 lub 17 stycznia 1947 w Moskwie) – generał Wehrmachtu i SS, uczestnik I i II wojny światowej, w tym agresji na Polskę i Francję. Dowódca m.in. XV kozackiego korpusu kawalerii, kawaler honorowy zakonu joannitów. Po zakończeniu wojny przekazany władzom Związku Radzieckiego, gdzie za zbrodnie wojenne został skazany na śmierć. 

## Życiorys
Pannwitz pochodził ze szlachty śląskiej, rodzina była pochodzenia serbołużyckiego, spod Budziszyna, a osiadła na Śląsku w XIV wieku. Pierwszym jej majątkiem na Śląsku była wieś Pannwitz (1326), dziś: Paniowice. Przez 250 lat (1341-1588) Pannwitzowie pełnili funkcję burgrabiów kłodzkich. Po zdobyciu Śląska przez Prusy wielu potomków rodu służyło przez pokolenia w armii tego kraju. Matka poety Heinricha von Kleista była z domu Pannwitz. Różne gałęzie Pannwitzów posiadały do 1945 roku folwarki na Górnym Śląsku, Łużycach i w Prusach Wschodnich. Na obecnym terenie Polski z historią rodziny były m.in. związane miejscowości Bystrzyca Kłodzka, Mieroszów, Orłowiec, Paniowice, Radochów, Słupiec (Nowa Ruda), Ścinawka Średnia, Udanin i Wambierzyce.
W wieku lat 12 Pannwitz wstąpił do szkoły kadetów w Wahlstatt (ob. Legnickie Pole), potem przeniósł się do Głównej Szkoły Kadetów w Lichterfelde w Berlinie.
W czasie I wojny światowej Pannwitz walczył jako 16-letni podporucznik i później rotmistrz kawalerii niemieckiej na różnych frontach i otrzymał przed 19 rokiem życia obie klasy Żelaznego Krzyża. Po klęsce Niemiec powrócił na Górny Śląsk i wziął udział w roku 1919 i 1921 w walkach Freikorpsów przeciwko polskim powstańcom śląskim. Za zasługi w tej wojnie otrzymał (nieoficjalny) Order Orła Śląskiego I Klasy (Schlesischer Adlerorden). W tych latach rodzinny majątek został sprzedany i rozparcelowany (nie był zresztą własnością Pannwitzów, był przez nich od paru pokoleń dzierżawiony). Po zakończeniu walk Pannwitz, który dobrze znał język polski, podjął pracę w Polsce w majątkach ziemskich radziwiłłowskich na Wołyniu, później pracował jako rządca u ks. Radziwiłłowej w Młochowie. W roku 1935 powrócił do Niemiec i wstąpił w stopniu rotmistrza do kawalerii Wehrmachtu. W roku 1939 w stopniu majora brał udział w inwazji niemieckiej na Polskę a w 1940 w agresji na Francję. Z powodu choroby płk Pannwitz nie uczestniczył 22 czerwca 1941 w niemieckim ataku na ZSRR.
W listopadzie roku 1942 Pannwitz, którego od dzieciństwa pasjonowali Kozacy i ich kultura (jego dalekim przodkiem był organizator wojsk kozackich w Rzeczypospolitej, Ślązak Bernard Pretwicz), Pannwitz jeździł często przed I wojną z nadgranicznych śląskich Bodzanowic do pobliskich, „rosyjskich” miast Częstochowy czy Wielunia, by oglądać kozackie manewry i parady, (pułk Kozaków stacjonował jako rosyjska straż graniczna na terenie Kongresówki parę kilometrów od Bodzanowic) uzyskał od szefa Sztabu Generalnego gen. Zeitzlera zezwolenie na utworzenie z kozackich jeńców wojennych i robotników w obozach pracy formacji kawaleryjskiej, która miała walczyć przeciw Armii Czerwonej. Mianowano go równocześnie „komendantem wszystkich formacji kozackich”, co było próżnym tytułem, gdyż nie podporządkowano mu ani Kozaków walczących we właściwej Waffen-SS, ani ludzi wiernych staremu atamanowi Piotrowi Krasnowowi.
1 Kozacką Dywizję Kawalerii Pannwitza formowano w Mławie. Liczyła 13 000 Kozaków i 4500 Niemców i była podzielona na dwie brygady, Kozaków Dońskich i Kozaków Kaukaskich, i siedem batalionów pomocniczych. Wśród nich tylko 5. Pułk Kozaków Dońskich był dowodzony przez Rosjanina (ppłk Iwana N. Kononowa), wszystkie inne jednostki miały dowódców niemieckich, z których prawie wszyscy byli, jak sam Pannwitz, pochodzenia szlacheckiego i służyli w czasie I wojny światowej w kawalerii niemieckiej. Dywizja Pannwitza brała udział w walkach pod Stalingradem i na Krymie, potem przerzucono ją do Jugosławii (1943) do walki z partyzantami Josipa Tito, ale tam wystąpiły trudności, gdyż prawosławni Kozacy nie chcieli walczyć z prawosławnymi Serbami, więc skierowano ich do katolickiej Słowenii, muzułmańskiej Bośni i nieprawosławnych rejonów Serbii.
W lutym 1944 r. Pannwitza mianowano generałem-lejtnantem, odznaczono Krzyżem Rycerskim Żelaznego Krzyża i oddano mu dowództwo nowo powstałego XV Kozackiego Korpusu Kawalerii. W sierpniu tego roku doszło do ostrej scysji między Pannwitzem a Himmlerem, który chciał włączyć korpus Pannwitza do Waffen-SS. Wobec protestów oficerów Korpusu skończyło się na tym, że Pannwitz otrzymał honorową rangę generała SS (SS-Obergruppenführer) i „Liście Dębowe do Krzyża Rycerskiego Żelaznego Krzyża”, a XV Korpus Kozacki tylko administracyjnie podporządkowano strukturom Waffen-SS.
W ostatnich dniach wojny Pannwitz wydał rozkaz aby Korpus przedarł się do Austrii i oddał do niewoli armii brytyjskiej. W ten sposób uniknął oddania się do niewoli Narodowej Armii Wyzwolenia Jugosławii Josipa Broz Tity. 9 maja 1945 r. Kozacy (25 000) kapitulowali w okolicach Klagenfurtu przed 11 Dywizją Pancerną armii brytyjskiej. Generał von Pannwitz mógł z łatwością uciec, ale postanowił dzielić los swych żołnierzy – Brytyjczycy oddali ich w końcu maja 1945 w ręce Armii Czerwonej. Pannwitz, przewieziony został wraz z innymi wysokimi oficerami kozackimi do Moskwy. Tam został uznany za winnego i skazany na śmierć, podobnie jak Krasnow z uzasadnieniem, że na polecenie niemieckiego wywiadu i przy użyciu sformowanych przez siebie jednostek walczyli przeciwko ZSRR oraz prowadzili aktywną działalność szpiegowską i dokonywali aktów terrorystycznych.   Panwitz został też oskarżony o okrucieństwa wobec ludności rosyjskiej i jeńców wojennych (m.in. o rozstrzelanie 15 partyzantów) i powieszony w styczniu 1947 roku.
W roku 1996 rodzina Pannwitza (miał dwóch synów i córkę, podanie złożyła wnuczka, hr. Vanessa von Bassewitz) zwróciła się do Generalnej Prokuratury Federacji Rosyjskiej o rehabilitację generała. Został rehabilitowany 23 kwietnia 1996 z uzasadnieniem: nie ma żadnych dowodów na to, że Pannwitz czy jego jednostki popełniały okrucieństwa wobec ludności cywilnej i pojmanych w niewolę żołnierzy Armii Czerwonej”. Według rosyjskiej wiki Prokuratura „zmieniła zdanie” w roku 2001. Szczegóły nie są podane.
W swych listach i rozmowach Pannwitz zwracał się wielokrotnie przeciw ideologii narodowego socjalizmu, przeciw teorii rasy, która uważała Słowian za „podludzi” i przeciw zbrodniczej polityce prowadzonej przez Niemców na okupowanych terenach Wschodniej Europy. Jest dzisiaj często widziany jako idealista, wierzący chrześcijanin, nowoczesny Donkiszot, który walczył o zrealizowanie swych ideałów – świata bez komunizmu i hitleryzmu, z miejscem dla wolnych kozaków – ale walczył w niewłaściwym czasie, na niewłaściwym miejscu, niewłaściwymi środkami i pod komendą niewłaściwego człowieka – Hitlera. Ze swego krytycznego nastawienia wobec narodowego socjalizmu Pannwitz nie wyciągnął jednak żadnych politycznych wniosków, choćby takich, jak zamachowcy z Rastenburga z 20 lipca 1944 roku. Jedynym jego protestem było to, że do końca, nie bojąc się szpiegów Ericha Kocha, salutował po wojskowemu, nie podnosząc ramienia w obowiązującym w Wehrmachcie od 20 lipca 1944 pozdrowieniu hitlerowskim.
Nazwisko Pannwitza upamiętnione zostało na kolumnie, stojącej na placu kościoła Wszystkich Świętych w Moskwie. Kolumnę Pamięci postawiono w tym miejscu z inicjatywy weteranów XV Korpusu Kawalerii Kozackiej.